# César Évora

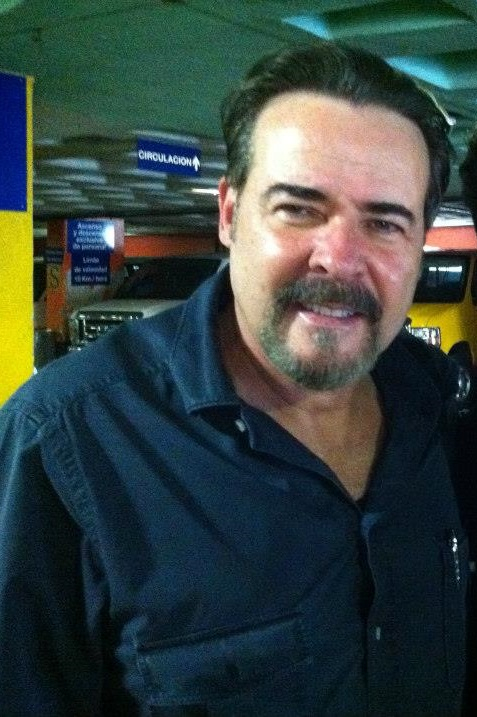
César Évora

César Évora, född 4 november 1959 i Havanna, Kuba, kubansk skådespelare, som sedan början av 1990-talet är verksam i Mexiko.

## Filmografi (urval)
- 1984 - Habanera
- 1987 - Capablanca
- 1989 - Barrio negro
- 1996 - Que hora es?